# Hannibal (film, 2001)
A Hannibal 2001-ben bemutatott amerikai–brit thriller Ridley Scott rendezésében. A forgatókönyv Thomas Harris azonos című regénye alapján készült, a tíz évvel korábban jelentős sikert aratott A bárányok hallgatnak (1991) folytatásaként.

## Cselekménye[3]
Dr. Hannibal Lecter (Anthony Hopkins), az agyafúrt pszichopata tíz évvel ezelőtt szökött meg a börtönből, és most a firenzei nyárspolgárok gondtalan életét éli: művészettörténészként dolgozik. Régi áldozata, az emberi roncsként vegetáló milliomos, Mason Verger (Gary Oldman) azonban bosszúra szomjazik, és mindenáron lépre akarja csalni a doktort.
Hamar rájön, hogy ebben egyedül az őrült orvos egykori bizalmas kihallgatója, Clarice Starling (Julianne Moore) FBI-ügynöknő lehet segítségére: ha egy korrupt államügyész, Paul Krendler (Ray Liotta) segítségével befeketíti a nőt, aki annak idején felkeltette Lecter érdeklődését, akkor a gyűlölt férfi visszatér, hogy folytassa a furcsa játékot.
A firenzei nyomozócsoport egyik tagja, Pazzi nyomozó (Giancarlo Giannini) azonban felismeri az álnevet használó Lecterben a sorozatgyilkos szörnyeteget, és elhatározza, hogy a busás jutalom reményében elfogja, majd Verger csatlósainak gondjára bízza a bűnözőt. Zsákmánya azonban okosabb, mint ő, és egy gyanútlannak tűnő találkozásuk során brutálisan meggyilkolja a felügyelőt: felmetszi a hasát, majd kilógatja a városháza díszerkélyéről. (Előtte azonban cinikusan megjegyzi, hogy Pazzi egyik ősét, Francescot is azonos módon végezték ki 500 évvel ezelőtt, megbocsáthatatlan árulásáért.)
Lecternek ezután nincs maradása Olaszországban – bár Signora Pazzival szívesen elfőzőcskézne -, és hamarosan feltűnik Amerikában. Starling nyomozónő a nyomába ered, de ekkor még nem tudja, hogy a férfit Verger emberei is vadásszák: rövid úton meg is találják, ártalmatlanítják, és a milliomos pazar kastélyába viszik. A két régi ellenfél végre találkozik – Lecter annak idején droggal kábította el Vergert, és rávette, hogy üvegszilánkkal nyúzza le a bőrt az arcáról –, de a doktor hűvös nyugalommal fogadja a megnyomorított ember vádló fenyegetését. Verger bérencei feltüzelt vaddisznók elé szándékozzák vetni Hannibalt egy eldugott istállóban, egyvalamivel azonban nem számolnak: az elszánt Starling ügynök mentőakciójával. Kiszabadítja a doktort, majd ő kerül nehéz helyzetbe: egy tűzpárbajban, mely közte és a bérencek közt bontakozik ki, találat éri a vállát. Lecter helyett Verger kerül a sertések közé, mivel a doktor meggyőzi a magatehetetlen férfi orvosát, hogy jobb lesz így ("mondja majd azt, hogy én tettem"), majd a megsebesült Starlingot karjaiba véve elhagyja a förtelmes helyet.
A történet végső színtere Paul Krendler tóparti háza: az utolsó emberé, akinek Lecter még némi "elszámolással" tartozik. Előbb elkábítja a férfit, majd akkurátusan körbefűrészeli a koponyáját, és irtózatos körülmények között saját agyvelejéből ad számára ínyenc kóstolót. Krendler lassú végvonaglás után meghal, de Starling rátámad a doktorra. Hannibal leszereli a régi bizalmast, majd elmagyarázza, hogy eljött a menekülés ideje. Lecter, hajszálnyival a rendőrség erőinek érkezése előtt, rejtélyes körülmények között átkel a tavon, és tűzijátékkal fejezi be nem mindennapi ámokfutását. A legutolsó jelenetsor már egy messzire tartó repülőgépen éri utol a pszichiátert, ahol válogatós kisgyermeket kínál meg "emberi étkekkel", majd elsötétül a vászon, és csak Hannibal Lecter vérfagyasztó pillantása marad – a rejtekből figyel bennünket.

## Szereplők
| Színész            | Szerep                    | Magyar hang        |
| ------------------ | ------------------------- | ------------------ |
| Anthony Hopkins    | Dr. Hannibal Lecter       | Sinkó László       |
| Julianne Moore     | Clarice Starling          | Nagy-Kálózy Eszter |
| Gary Oldman        | Mason Verger              | Szacsvay László    |
| Ray Liotta         | Paul Krendler             | Forgács Péter      |
| Giancarlo Giannini | Rinaldo Pazzi             | Fodor Tamás        |
| Francesca Neri     | Allegra Pazzi             | Kéri Kitty         |
| Frankie Faison     | Barney                    | Vass Gábor         |
| Zeljko Ivanek      | Dr. Cordell Doemling      | Anger Zsolt        |
| David Andrews      | Pearsall FBI-ügynök       | Végvári Tamás      |
| Francis Guinan     | Noonan FBI-igazgató       | Kőszegi Ákos       |
| Enrico Lo Verso    | Gnocco                    | Csőre Gábor        |
| Ivano Marescotti   | Carlo                     | Orosz István       |
| Robert Rietty      | Sogliato                  | Uri István         |
| Terry Serpico      | Bolton rendőr             | Barbinek Péter     |
| Boyd Kestner       | Burke különleges ügynök   | Bozsó Péter        |
| Peter Shaw         | Brigham különleges ügynök | Sztarenki Pál      |
| Kent Linville      | FBI-os postásfiú          | Minárovits Péter   |
| Aaron Craig        | Il Monstro nyomozó        | Csuja Imre         |
| Andrea Piamonte    | Benetti ügynök            | Rajkai Zoltán      |

A magyar változatot a Mafilm Audio Kft. készítette Tabák Kata szinkronrendező vezetésével.

## A Hannibal alkotói
- A Hannibal rendezői székébe Ridley Scott ülhetett, miután az előző részt jegyző Jonathan Demme elolvasta, és túl véresnek találta a forgatókönyvet.[5] Scott rendezőgenerációjának megbecsült tagja. Az eredetiség igényét mindig fenntartó rendező saját irányelveire hagyatkozva mintázta újjá A bárányok hallgatnak borongós képvilágát, neurotikus atmoszféráját, és szereplőmotivációit, és egyáltalán nem riadt vissza a Hannibal újszerű kihívásától: „Állandóan jó anyagokra vadászom, melyek lehetővé teszik a számomra, hogy akármilyen kategóriában nagyszerű emberekkel dolgozhassak. Minden munkába a saját értelmezésemet próbálom belevinni, és mindig igyekszem létrehozni valami egyedit. Sosem féltem a folytatásoktól. Ha az anyag valóban jó, a tehetség úgyis megóvja az embert a középszertől és a közhelyes ismétlésektől.”[forrás?]
- A filmhez nevét adta a neves olasz producer, Dino De Laurentiis is, aki olyan filmeket tett már sikeressé, mint a Ragtime, a Kék bársony, vagy a Dűne.[6]
- A zenéért a világhírű Hans Zimmer felel, aki sok helyütt elektromos akciózenét alkalmazott, de a klasszikus hangszerelés is mérvadó, s Zimmer munkája megőrizte Howard Shore korábbi munkájának (A bárányok hallgatnak) egyes értékeit is.

## Érdekességek
- A Hannibal meglehetősen ellentmondásos fogadtatásban részesült.[7] Egyes kritikusok azon a címen vádolták Scott produkcióját, hogy látványvilága öncélúan brutális, története sekélyes és meddő, s hogy teljességgel megfosztotta Dr. Hannibal Lecter figuráját korábbi erényeitől. Más ítészek lelkesedtek a filmért, sőt, egyes vélemények máig a Lecter-tetralógia legjobb darabjának tartják.[forrás?]
- Nagy visszatetszést keltett, hogy Jodie Foster helyett Julianne Moore öltötte magára Clarice szerepét, de később sokan megbékéltek a változtatással, amelyhez hasonló évekkel később, a Terminátor 3. – A gépek lázadása kapcsán történt, amikor Edward Furlongot Nick Stahl váltotta John Connor szerepében.[forrás?]
- A szereplők és a színészek egyaránt 10 évet öregedtek, hiszen a Hannibal cselekménye 10 évvel követi A bárányok hallgatnak elbeszélését.[8]

## A film és a regény viszonya
Thomas Harris regénye jóval terjedelmesebb, mint Scott filmváltozata, és ebből kifolyólag több tömörítéssel és változtatással él. Ezek közül néhány fontosabb:
- Mason Vergernek a regényben van egy extrovertált, leszbikus lánytestvére is, aki valamiért szintén ismeri Hannibal Lectert, és mély barátság köti a filmekből is ismert Barney ápolóhoz.
- Vergert nem a disznók falják fel, hanem a húga csempészi az ágyába a mérges angolnát az akváriumból, ami rövidesen végez a férfival.
- Hannibal és Clarice a regényben szerelmet vallanak egymásnak, és életük hátralévő részét elvonultan, egy fényűző kastélyban élik le.